# آرش صادق‌بیگی
آرش صادق‌بیگی (زاده ۱۳۶۱ در اصفهان)، نویسنده معاصر ایرانی و سردبیر سابق مجله داستان همشهری است. 
وی فارغ‌التحصیل کارشناسی ارشد ادبیات نمایشی از دانشگاه هنر است. از این نویسنده تاکنون دو کتاب در حوزه کودک و نوجوان با عنوان چشمان باز (فارسی و انگلیسی) و خاطرات یک سرتق با تصویرگری فهیمه فریمانه منتشر شده‌است و بازار خوبان نخستین مجموعه داستان او به حساب می‌آید؛ او در کنار نوشتن داستان کوتاه، فیلمنامه‌های دایره راز و چشمان باز و سریال شاید برای شما هم اتفاق بیفتد را هم نوشته‌است. کسب جایزه جشنواره ادبی بوشهر، رتبه دوم جایزه داستان تهران، تقدیری جایزه ادبی اصفهان، برگزیده جشنواره داستان‌های ایرانی و برگزیده دوسالانه ادبی دانشجویان بخشی از افتخارات این نویسنده به حساب می‌آید. مجموعه‌داستان بازار خوبان را در سال ۱۳۹۴ نگارش کرد که در سی و چهارمین دوره جایزه کتاب سال جمهوری اسلامی ایران و در نهمین دورهٔ جایزه ادبی جلال آل احمد برگزیده شد.
او هم‌اکنون سردبیر فصلنامه داستانی سان و مدیرمسئول ماهنامه ناداستان است.
قنادی ادوارد دومین مجموعه داستان او در سال ۱۳۹۷ توسط نشر مرکز منتشر شد.و پادکست ماجراهای من و خیخول در سال ۱۳۹۹ در سایت آی قصه بارگذاری شد. صادق‌بیگی یکی از نویسندگان فیلم زیبا صدایم کن است که در چهل و سومین دوره جشنواره فیلم فجر نامزد دریافت سیمرغ بلورین بهترین فیلمنامه شد.